# Банъя Нацуиси
Банъя Нацуиси (яп. 夏石 番矢, наст.имя Масаюки Инуи (яп. 乾 昌幸 Инуи Масаюки); род. 3 июля 1955) — японский поэт.
Окончил Токийский университет, специалист по сравнительному литературоведению. С 1992 г. профессор университета Мэйдзи.
Совместно с Саюми Камакура — основатель (1998) и главный редактор ежеквартального международного журнала хайку «Гинъю». Соучредитель (2000) и директор-распорядитель Всемирной ассоциации хайку. Обладатель ряда престижных японских премий в области хайку. Выпустил девять книг стихов в Японии; сборники стихов Нацуиси публиковались также в переводах на английский (в США) и словенский. Составитель международной антологии хайку «Трубадуры хайку» (англ. «HaikuTroubadours», 2000). Его по сути антикатолические хайку о «летающем папе римском», опубликованные в переводе на английский, были далеко неоднозначно встречены читателями и до сих пор являются мишенью иронических комментариев в англоязычных журналах хайку (см. например здесь ). Редактор журнала «Симпли хайку» назвал их «трехстишьями, которые любой шестиклассник мог бы написать в любую минуту».